# Liebherr

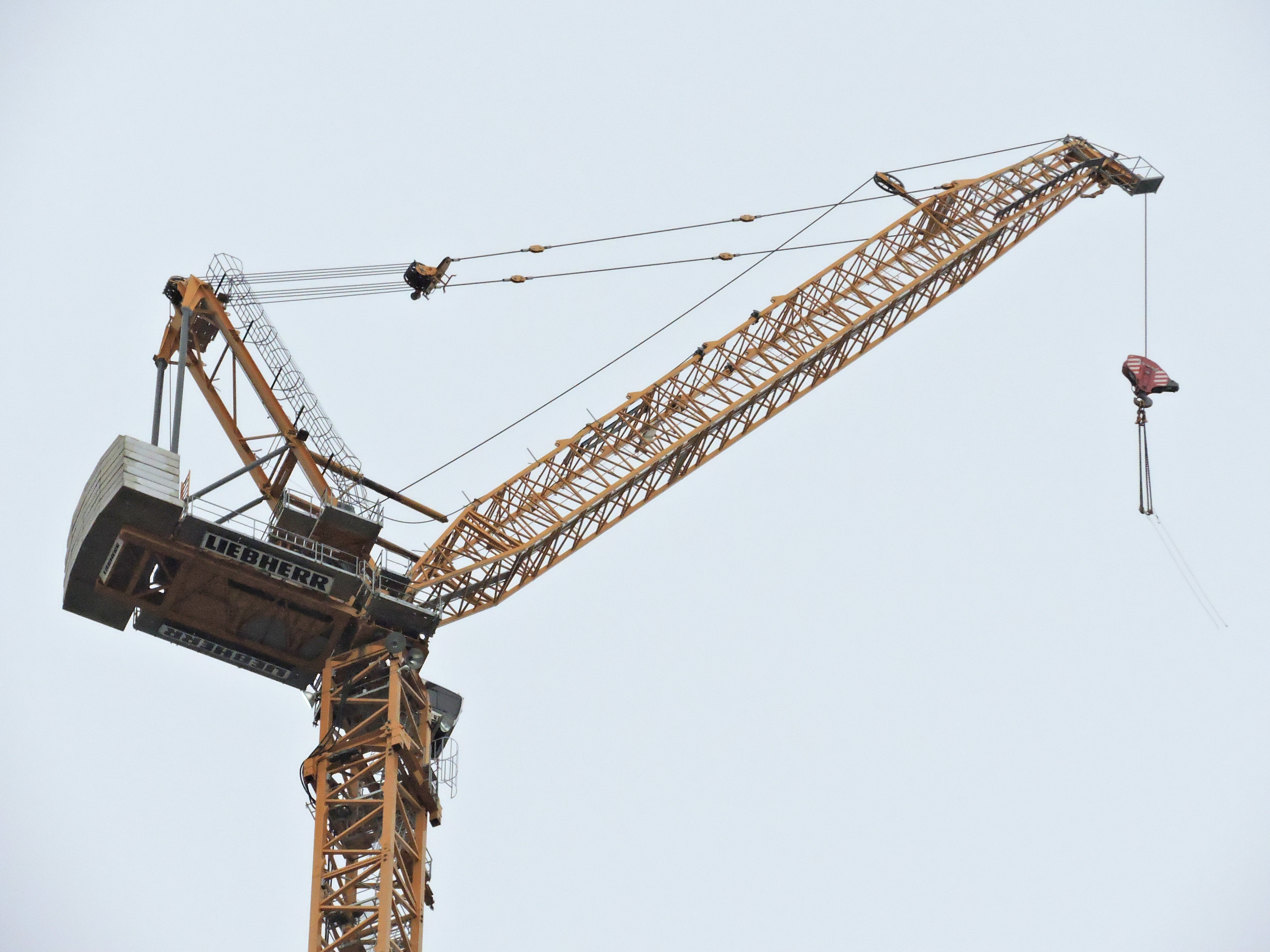
Turmkran Liebherr-710 HC-L 32/64 Litronic

Liebherr ist eine familiengeführte Unternehmensgruppe mit Hauptsitz in Bulle (Schweiz), die 1949 von Hans Liebherr in Kirchdorf an der Iller, Baden-Württemberg, gegründet wurde. Dachgesellschaft ist die Liebherr-International AG
Die dezentral organisierte Unternehmensgruppe umfasst elf Geschäftsfelder, deren operative Führung durch Spartenobergesellschaften erfolgt: Erdbewegung, Bergbau, Fahrzeugkrane, Turmdrehkrane, Betontechnik, Maritime Krane, Werkzeugmaschinen und Automationssysteme, Aerospace und Verkehrstechnik, Komponenten, Hausgeräte und Hotels.
Die Unternehmensgruppe beschäftigt weltweit 53.659 Mitarbeiter in über 140 Gesellschaften und erwirtschaftete im Jahr 2023 einen Gesamtumsatz von 14,042 Milliarden Euro. 59 % des Umsatzes macht das Unternehmen in den Ländern Europas. Das Familienunternehmen wird von den Geschwistern Isolde und Willi Liebherr in zweiter sowie von Sophie Albrecht, Jan Liebherr, Patricia Rüf, Stéfanie Wohlfarth, Philipp Liebherr und Johanna Platt in dritter Generation geführt und gehört zu den 500 grössten Familienunternehmen der Welt.

## Geschichte
Im Jahr 1938 übernahm Hans Liebherr in Kirchdorf an der Iller im Landkreis Biberach die Leitung des elterlichen Baugeschäfts. Nach Rückkehr aus dem Zweiten Weltkrieg entwickelte er 1949 zur Arbeitserleichterung auf kleinen Baustellen einen mobilen Turmdrehkran (TK 10), der innerhalb weniger Stunden montiert werden konnte. Vorgestellt wurde er im selben Jahr auf der Frankfurter Herbstmesse. Die Nachfrage nach dieser Weltneuheit machte aus dem Bauunternehmen den Baumaschinenhersteller Liebherr, der bereits 1950 weitere Modelle in sein Produktprogramm aufnahm.

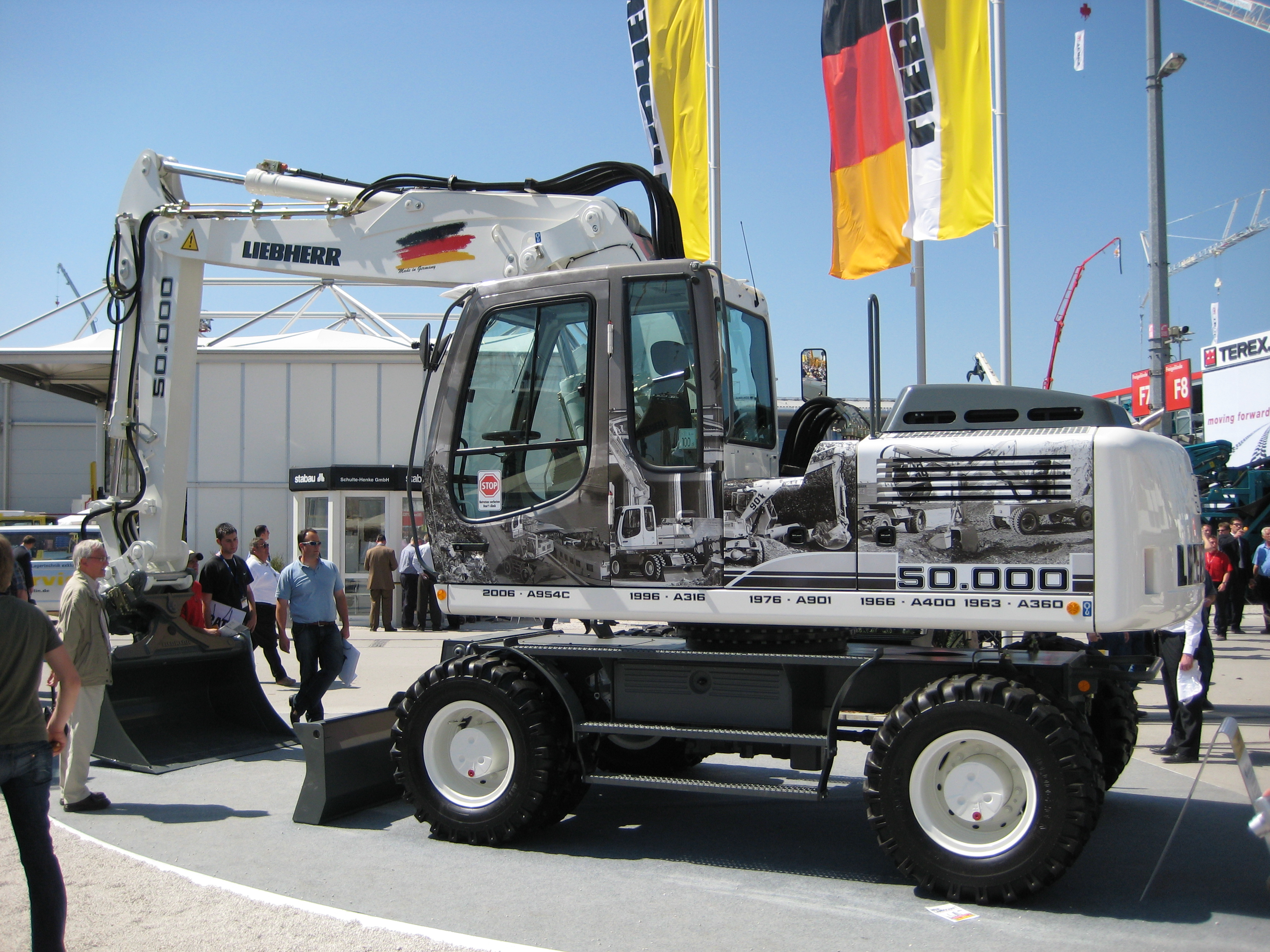
Der 50.000 Mobilbagger der Fa. Liebherr, ein LH 904 in Sonderlackierung auf der Bauma 2007

Als ein 1953 gemieteter Seilbagger ein auffälliges Missverhältnis von Gewicht zu bewegtem Aushub aufwies, nahm Liebherr das zum Anlass, den ersten Hydraulikbagger auf dem Kontinent zu entwickeln. Der L300 wog nur 7,5 Tonnen und konnte durch die Hydraulikzylinder mit größerer Kraft ins Erdreich graben als konventionelle Modelle, die nur mit dem Eigengewicht der Schaufel arbeiteten.
Im selben Jahr wurde Liebherr vom Direktor seiner Hausbank gefragt, ob er an der Übernahme eines zahlungsunfähigen Kühlschrankwerks interessiert sei. Nachdem er sich über Produktionszeiten und Preise der Komponenten erkundigt hatte, baute er 1954 in Ochsenhausen eine eigene Fertigung für selbst entwickelte Kühlschränke auf.
Ebenfalls 1954 baute Liebherr ein zweites Kranwerk in Biberach an der Riß, 1958 hatte das Unternehmen bereits über 2000 Beschäftigte. Im gleichen Jahr wurde die erste Auslandsgesellschaft in Irland gegründet. 1960 begann man in Lindenberg im Allgäu mit der Reparatur von Flugzeugfahrwerken und hydraulischem Gerät für die Bundeswehr. Daraus entstand der Geschäftsbereich Liebherr Aerospace. Im selben Jahr wurde das Werk im österreichischen Bischofshofen für die Produktion von Radladern eröffnet.

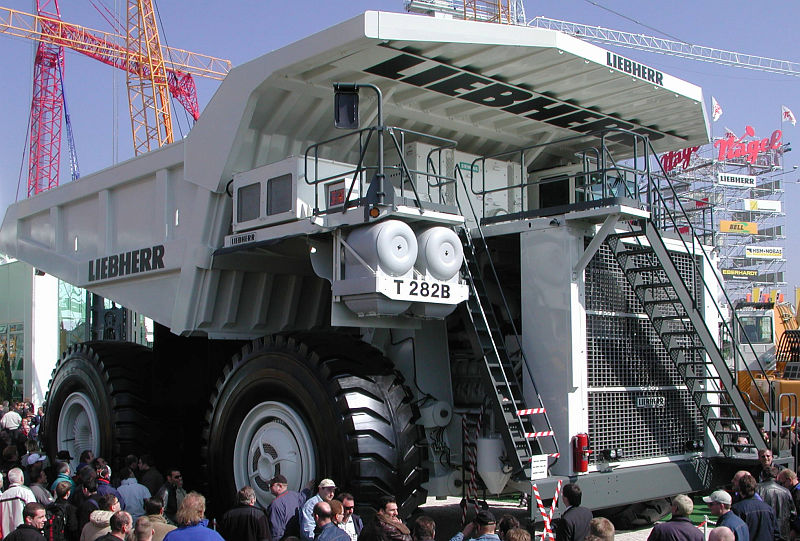
Liebherr-Muldenkipper

Im Jahr 1964 hatte das Unternehmen einen Anteil von etwa 60 Prozent an der deutschen Kranproduktion. 1969 begann in Ehingen (Donau) die Fertigung von Fahrzeugkranen, in den 1970er Jahren wurden Werke in den USA (Beginn der Produktion von Muldenkippern) und Brasilien eröffnet. Ebenfalls Anfang der 1970er Jahre wurden gemeinsam mit anderen Maschinenbauunternehmen in der Sowjetunion Getriebewerke zur Automobilproduktion aufgebaut. 1974 sorgten die Liebherr-Auslandsgesellschaften für 44 Prozent des Umsatzes und für 53 Prozent der Erlöse, der Konzern beschäftigte 8500 Mitarbeiter. 1982 wurde der Sitz in die Schweiz verlegt, um die Zahlung von Erbschaftsteuer in Deutschland zu vermeiden.
Als Hans Liebherr 1993 starb, beschäftigte der Konzern allein in Deutschland über 9000 Mitarbeiter und hatte einen Umsatz von umgerechnet 2,5 Milliarden Euro. Die Unternehmensgruppe wird seitdem in der zweiten und dritten Generation von den Geschwistern Isolde und Willi Liebherr geleitet, die im Jahr 2013 im Verwaltungsrat saßen.
1995 wurde im Unternehmen die Stereolenkung für Radlader entwickelt, was eine bis dahin nicht erreichte Wendigkeit für diese Baumaschinen brachte.

## Produkte

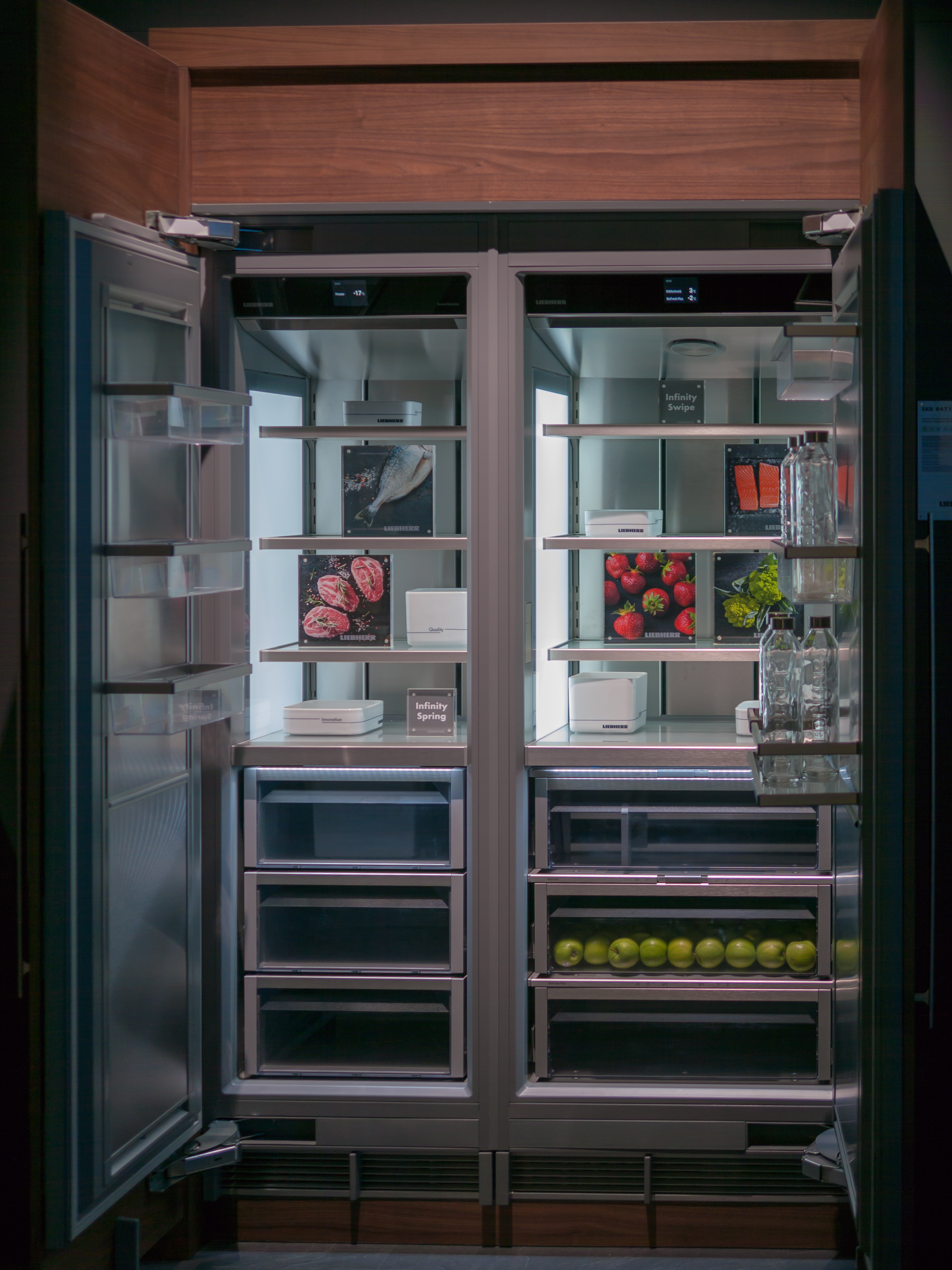
Liebherr-Haushaltskühlschrank

- Krane, z. B. Container-, Fahrzeugkräne (zum Beispiel der Mobilkran LTM 11200 und der Gittermastkran Liebherr LG 1750), Hafenkräne, Turmkräne (z. B. Liebherr 13 H), aber auch Offshorekräne für Bohrplattformen
- Lkw-Aufsätze für Fahrmischer (Betonmischer), sonstige Mischanlagen, Recyclinganlagen
- Bagger (z. B. A 904 C Litronic), Planierraupen, Radlader, Laderaupen, Teleskoplader, Bohrgeräte, Bergbauausrüstungen wie Muldenkipper (beispielsweise der Liebherr T282), Maritime Kräne usw.
- Dieselmotoren und andere Komponenten wie Getriebe, Großwälzlager, Hydraulikzylinder, Elektronik und Schaltanlagen
- Luftfahrtausrüstungen für militärische und zivile Luftfahrt (Liebherr-Aerospace)[17]
  - u. a. Fahrwerke für Airbus A350, Embraer 190, Comac C919 und Getriebe für die neuen Triebwerke von Rolls-Royce
- im Maschinen- und Anlagenbau Werkzeugmaschinen, Materialflusstechnik und Engineeringprojekte
- Kühl- und Gefriergeräte für den privaten Haushalt sowie den professionellen Einsatz → Hauptartikel: Liebherr-Hausgeräte

Im Besitz der Unternehmensgruppe befinden sich auch sechs Hotels in Österreich, Irland und Deutschland.
Zusammen mit dem Fahrzeugwerk Bernard Krone gründete Liebherr Anfang 2019 die Marke °Celsineo für die Entwicklung, Produktion und den Vertrieb von modularen Kältesystemen für die Kühllogistik.

## Produktionsstandorte
Das Unternehmen produzierte im Jahr 2018 an 43 Standorten in 50 Fabriken in 18 Ländern auf vier Kontinenten. In Deutschland sind die Standorte vor allem in Oberschwaben und im Allgäu angesiedelt.
| Land                | Stadt                           | Produktpalette | Gründung | Beschäftigte |
| ------------------- | ------------------------------- | --- | -------- | ------------ |
| Algerien            | Ain Smara                       | Erdbewegungsmaschinen | 2012     |              |
| Brasilien           | Guaratinguetá (Werk 1)          | Bagger, Turmdrehkrane, Radlader und Fahrmischer | 1974     | 1299         |
| Brasilien           | Guaratinguetá (Werk 2)          | Luftfahrtkomponenten | 2005     | 300          |
| Bulgarien           | Plowdiw (Werk 1)                | Kühl- und Gefriergeräte | 1999     | 1940         |
| Bulgarien           | Plowdiw (Werk 2)                | Ausrüstungen für Schienenfahrzeuge | 2009     | 270          |
| Volksrepublik China | Dalian                          | Radlader, Umschlagtechnik, Fahr- und Schwenkantriebe, Hydraulikbagger | 2002     | 260          |
| Volksrepublik China | Zhuji                           | Klimatechnik und Betätigungssysteme für Schienenfahrzeuge | 2007     | 120          |
| Volksrepublik China | Changsha                        | Fahrwerkssysteme für die Luftfahrtindustrie | 2012     |              |
| Volksrepublik China | Xuzhou (Werk 1)                 | Betonmischer | 1996     | 10           |
| Volksrepublik China | Xuzhou (Werk 2)                 | Misch- und Recyclinganlagen | 2007     | 140          |
| Deutschland         | Bad Schussenried                | Betonmischanlagen, Recyclinganlagen, Fahrmisch-Aufbauten, Förderbänder für Fahrmischer, Steuerungen, Messtechnik, Lkw-Betonpumpen | 1954     | 660          |
| Deutschland         | Biberach an der Riß (Werk 1)    | Liebherr-Werk Biberach – Turmdrehkrane und Mobilbaukrane | 1954     | 1480         |
| Deutschland         | Biberach an der Riß (Werk 2)    | Liebherr-Components Biberach – Großwälzlager, Getriebe und Seilwinden, Steuerungstechnik, elektrische Maschinen | 2012     | 1530         |
| Deutschland         | Deggendorf                      | Einspritzsysteme | 2015     | 310          |
| Deutschland         | Ehingen                         | Liebherr-Werk Ehingen – Fahrzeug- und Raupenkrane | 1969     | 5000         |
| Deutschland         | Ettlingen (Werk 1)              | Verzahnwerkzeuge und CBN-Schleifwerkzeuge | 2004     | 150          |
| Deutschland         | Ettlingen (Werk 2)              | ReMan-, ReBuilt- und Generalüberholungen von Antriebskomponenten | 1993     | 90           |
| Deutschland         | Friedrichshafen                 | Betätigungs- und Antriebssysteme für Hubschrauber und Flugzeuge | 1999     | 350          |
| Deutschland         | Kempten (Allgäu)                | Liebherr-Verzahntechnik – Wälzfräsmaschinen, Wälzstoßmaschinen, Wälz- und Profilschleifmaschinen, Verzahnwerkzeuge, Materialfluss- und Handhabungstechnik | 1969     | 1260         |
| Deutschland         | Kirchdorf an der Iller (Werk 1) | Liebherr-Hydraulikbagger und Liebherr-Logistics – Mobil- und Hydraulikbagger | 1949     | 1540         |
| Deutschland         | Kirchdorf an der Iller (Werk 2) | Hydraulikzylinder, Gaszylinder und Dämpfer | 2014     | 390          |
| Deutschland         | Lindau                          | Baugruppen und Geräte aus dem Bereich elektronische Steuerungen und Gesamtsysteme | 2000     | 580          |
| Deutschland         | Lindenberg im Allgäu            | Liebherr-Aerospace – Fahrwerke, Betätigungssysteme, Flugsteuerungen und Elektronik für Luftfahrzeuge | 1960     | 2700         |
| Deutschland         | Neu-Ulm                         | Betonpumpen | 2013     | 100          |
| Deutschland         | Ochsenhausen                    | Stand- und Einbaugeräte der Kühl- und Gefriertechnik | 1954     | 1970         |
| Deutschland         | Rostock                         | Liebherr-MCCtec Rostock – Hafenmobil-, Off-Shore- und Schiffskrane, Reach-Stacker | 2002     | 1630         |
| Frankreich          | Colmar (Werk 1)                 | Hydraulikbagger | 1961     | 1360         |
| Frankreich          | Colmar (Werk 2)                 | Mining- und Nassbagger | 2011     | 560          |
| Frankreich          | Toulouse                        | Klimatisierungssysteme für Luftfahrzeuge | 1971     | 1330         |
| Großbritannien      | Sunderland                      | Schiffs-, Bohrinsel- und Sonderkrane | 1989     | 200          |
| Indien              | Bengaluru                       | Verzahnmaschinen | 2003     | 40           |
| Indien              | Navi Mumbai                     | Betonmischtechnik | 2006     | 170          |
| Indien              | Pune                            | Turmdrehkrane | 2008     | 160          |
| Indien              | Aurangabad                      | Kühl- und Gefriergeräte | 2018     | 210          |
| Irland              | Killarney                       | Containerverladebrücken, gummibereifte und schienengebundene Stapelkrane | 1958     | 900          |
| Italien             | Collegno                        | Verzahnwerkzeuge | 2004     | 80           |
| Malaysia            | Kluang                          | Kühl- und Gefriergeräte für gewerbliche Anwendungen | 2007     | 470          |
| Mexiko              | García                          | Komponenten der Antriebstechnik | 2009     | 190          |
| Österreich          | Bischofshofen                   | Radlader | 1960     | 1030         |
| Österreich          | Telfs                           | Planier- und Laderaupen, Rohrleger, Teleskoplader | 1976     | 630          |
| Österreich          | Nenzing                         | Hydro-Seilbagger und Raupenkrane, Ramm- und Bohrgeräte | 1976     | 1480         |
| Österreich          | Lienz                           | Standgeräte der Kühl- und Gefriertechnik, Gefriertruhen, Weinkühlschränke, Kühl- und Gefriergeräte für den gewerblichen Einsatz (Mit Ende 2020 sollte die Sparte Haushalts-Gefriertruhen nach Malaysia ausgelagert werden, jedoch gewerbliche Kühl- und Gefriergeräte ausgeweitet werden) | 1980     | 1320         |
| Österreich          | Korneuburg                      | Ausrüstungen für Schienenfahrzeuge | 1997     | 230          |
| Russland            | Dserschinsk                     | Stahlbaugruppen für Turmdrehkrane und Erdbewegungsmaschinen | 2006     | 630          |
| Russland            | Nischni Nowgorod                | Flugsteuerungs- und Betätigungssysteme | 2007     | 90           |
| Schweiz             | Bulle                           | Liebherr Machines Bulle – Dieselmotoren für Bau-, Land- und Forstmaschinen, Blockheizkraftwerke, Biogasanlagen und Komponenten der Antriebstechnik (u. a. Axialkolbenmotoren) | 1978     | 1160         |
| Spanien             | Pamplona                        | Turmdrehkrane | 1990     | 250          |
| Thailand            | Rayong                          | Fahrmischer und Mischanlagen | 1997     | 220          |
| Vereinigte Staaten  | Newport News, Virginia          | Großmuldenkipper | 1995     | 410          |
| Vereinigte Staaten  | Saline, Michigan                | Verzahnmaschinen | 1986     | 60           |

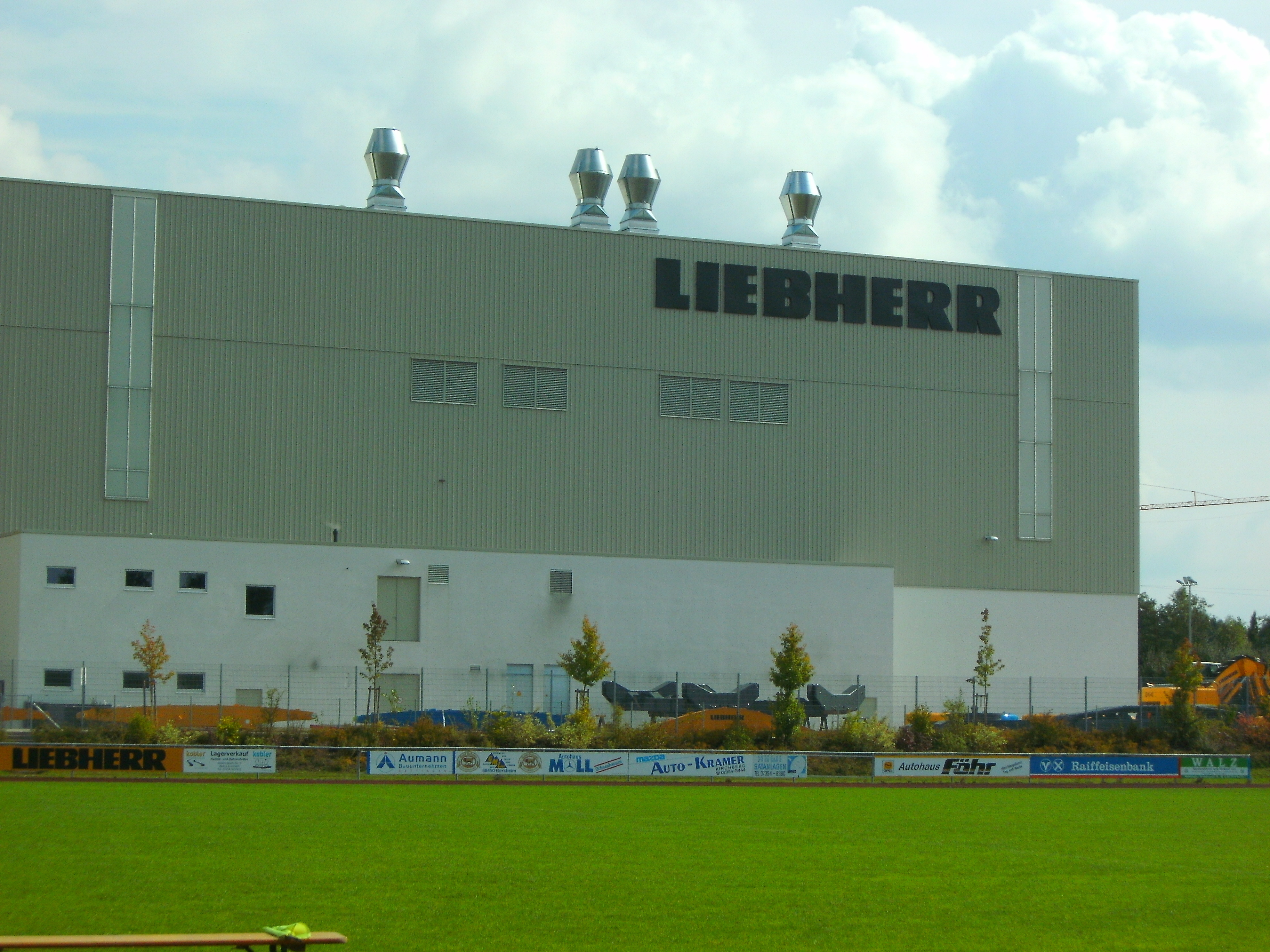
Liebherr (Kirchdorf)
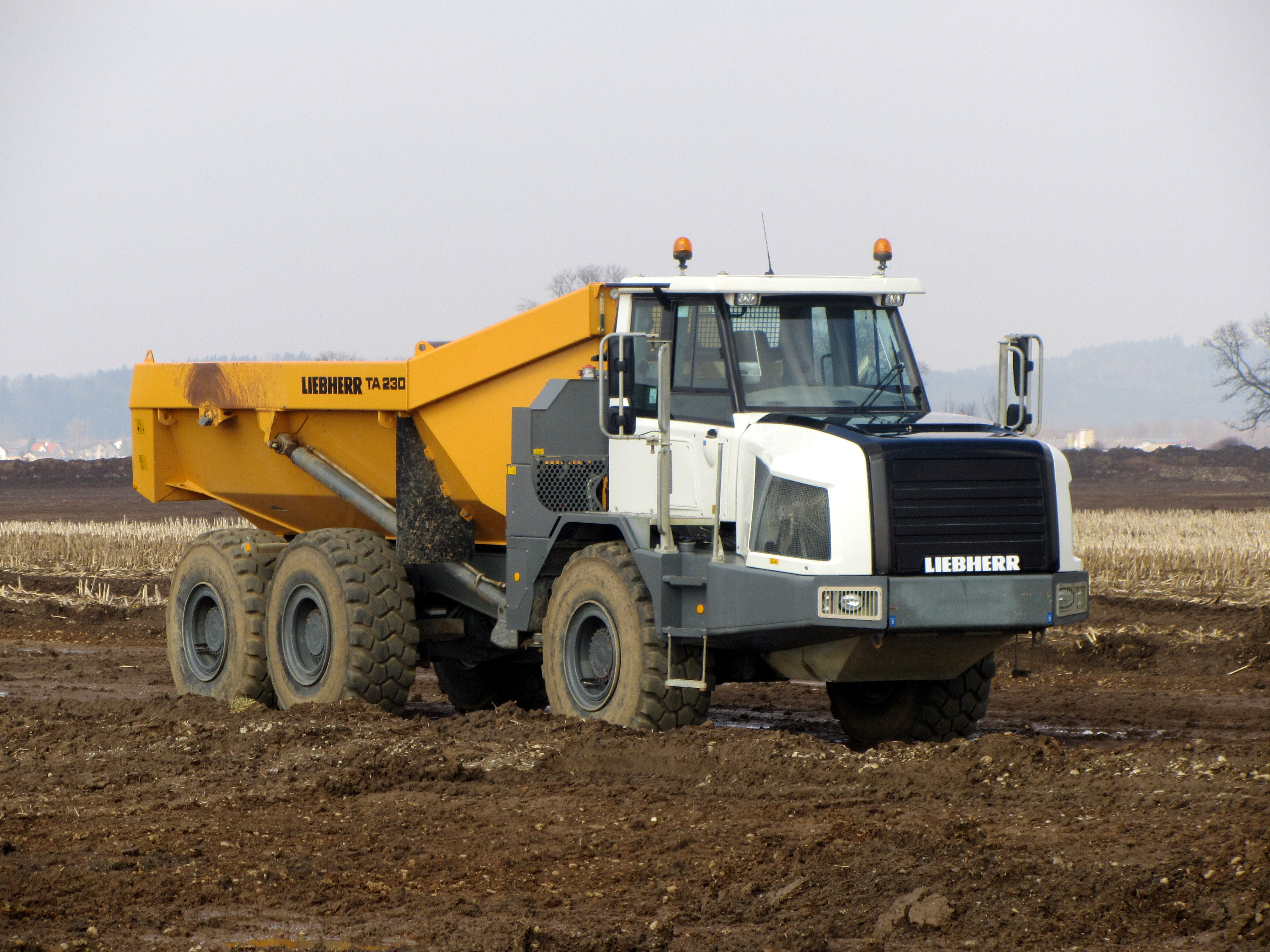
Baustelle Oberopfingen (2013)
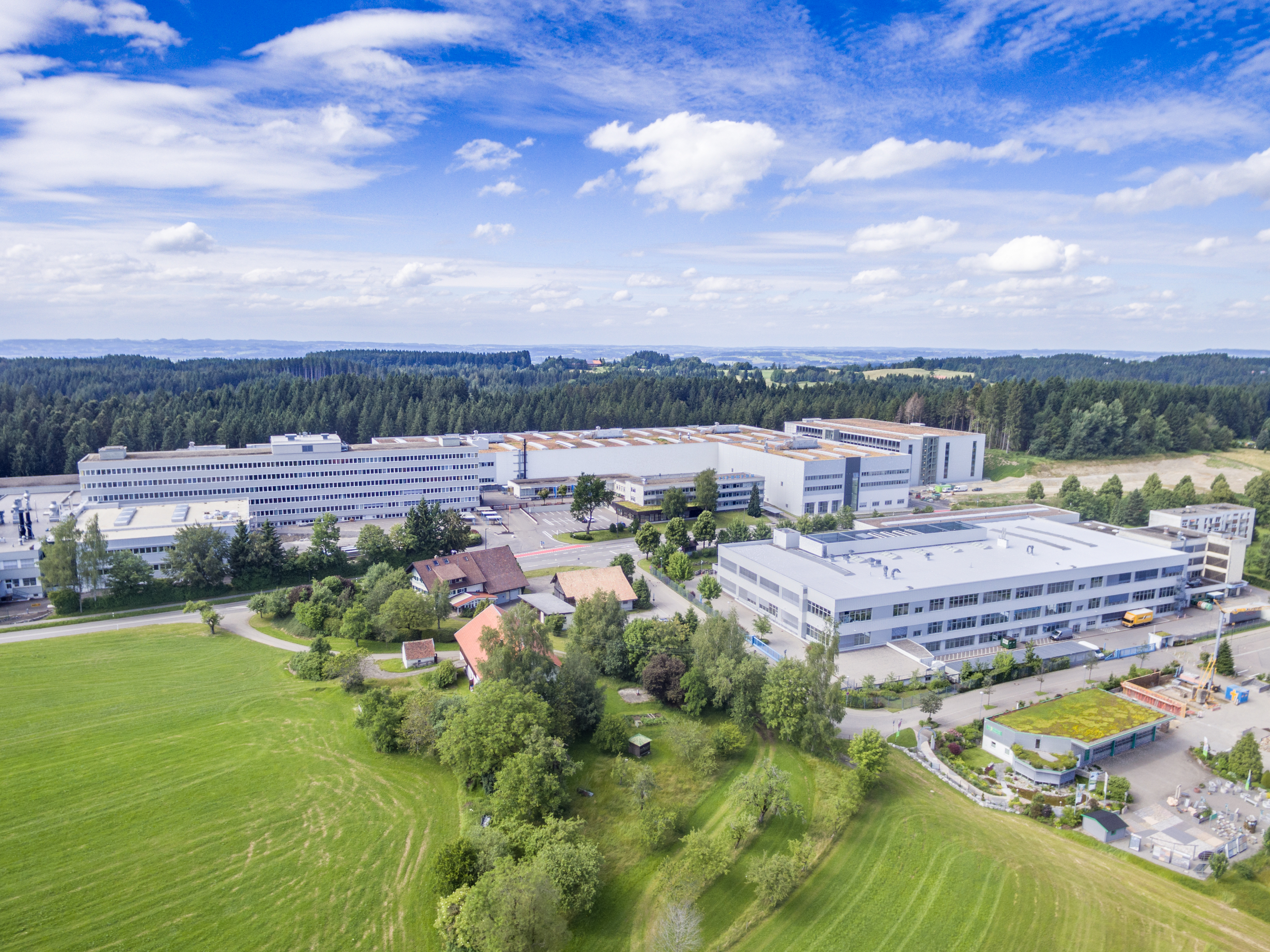
Liebherr Aerospace (Lindenberg)
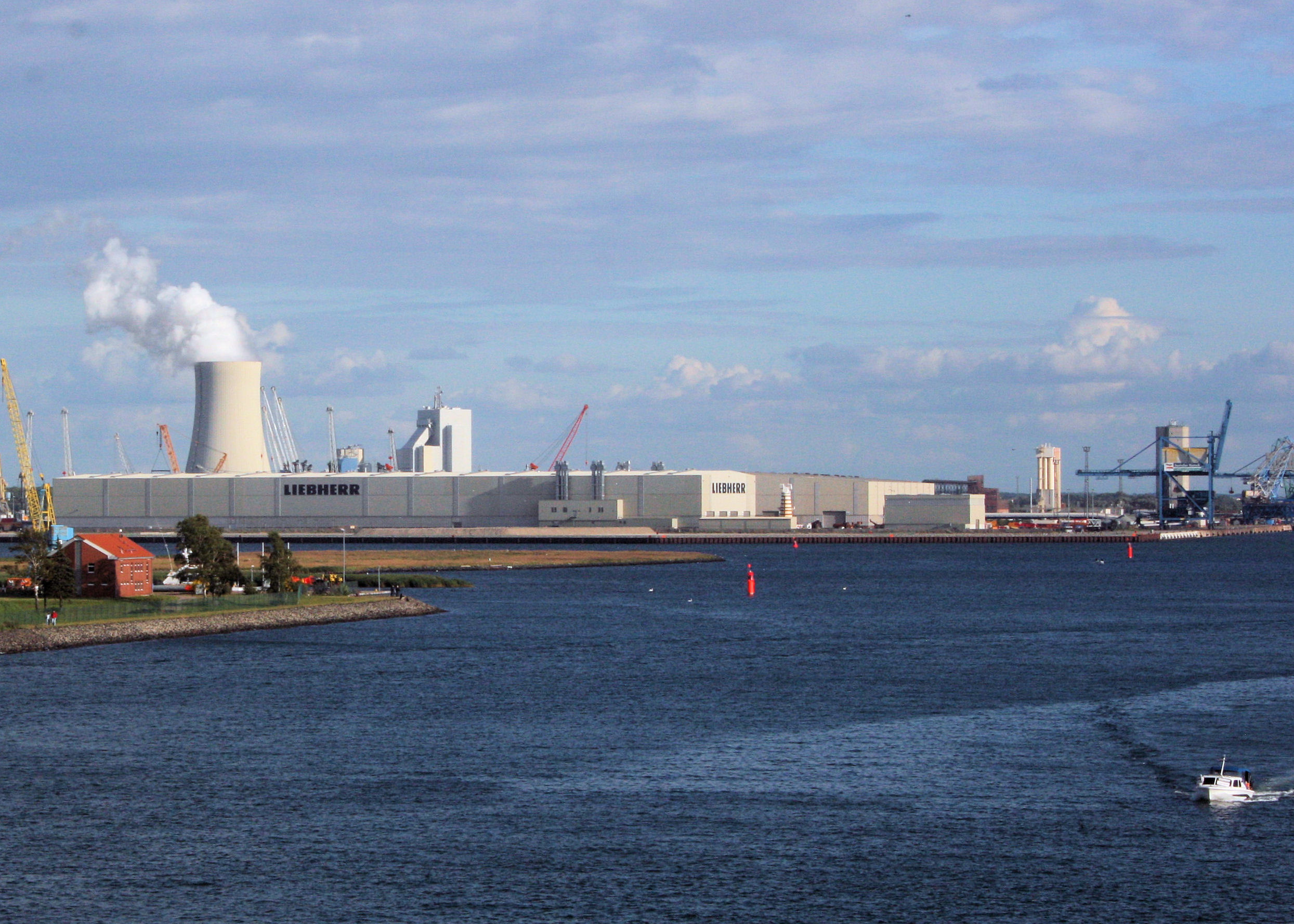
Das Rostocker Werk
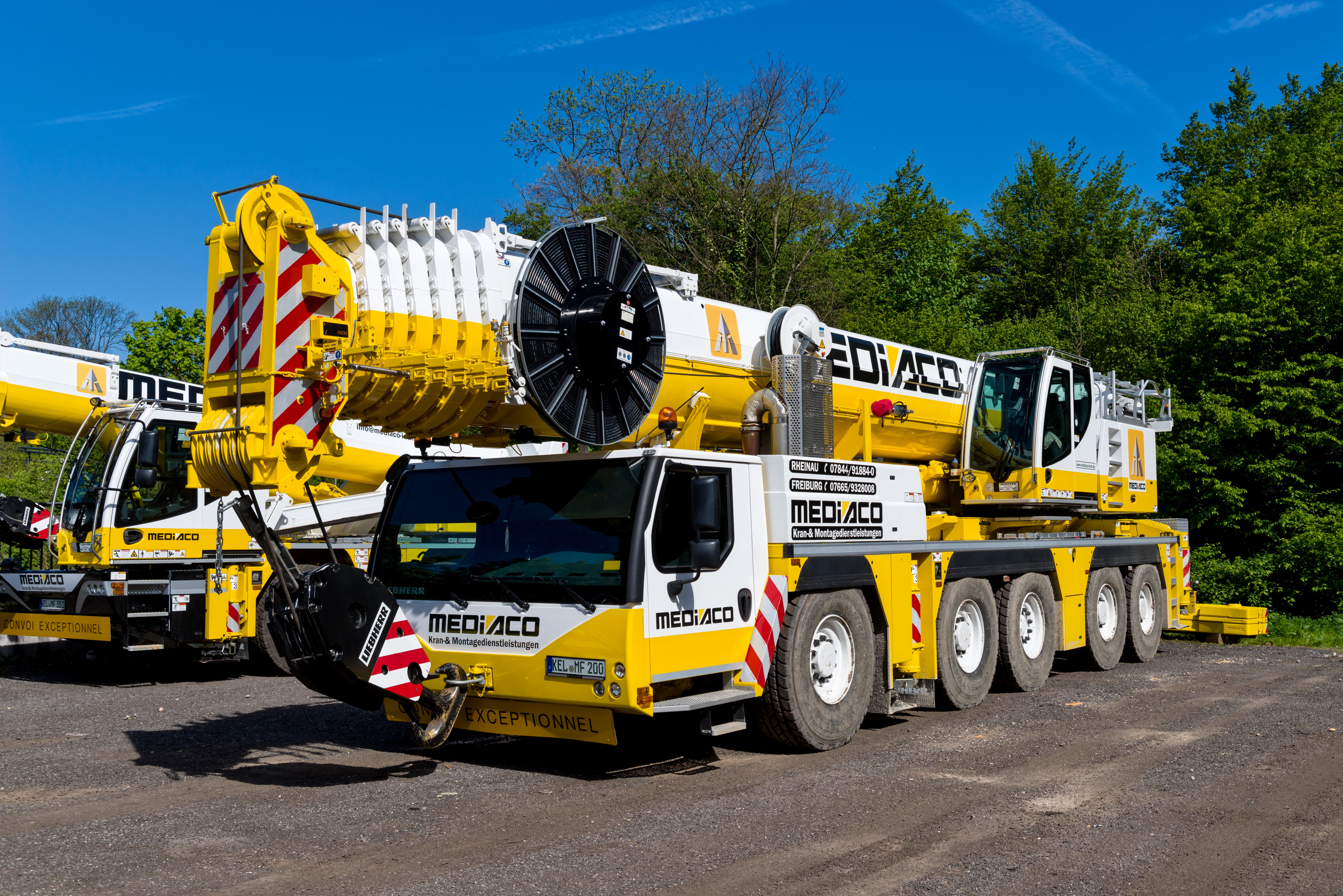
LTM 1250 5.1

## Liebherr-Logistics
Die 2013 gegründete Liebherr-Logistics GmbH ist als eigenständiges Unternehmen innerhalb der Liebherr-Gruppe für die weltweite Ersatzteilversorgung von Erdbewegungsmaschinen zuständig. Auf einem 360.000 m² großen Areal in Oberopfingen, Kirchdorf an der Iller im Landkreis Biberach in Baden-Württemberg befindet sich seit Juli 2013 ein Kontinentallager mit 170.000 m² überdachter Hallenfläche sowie einem 4.500 m² großen Verwaltungsgebäude.
In dem 36 Meter hohen Hochregallager befinden sich rund 60.000 Palettenstellplätze und 24 Kommissionierarbeitsplätze. Das Kleinteilelager mit 122.000 Behälterstellplätzen wird in Normalschicht mit acht Kommissionierarbeitsplätzen gefahren. Die Ein- und Auslagerung erfolgt nach dem FIFO-Verfahren. Alle Lieferpositionen werden chargenrein eingelagert, der Output beträgt 3500 Ersatzteilpositionen pro Stunde.

## Liebherr-Hotels

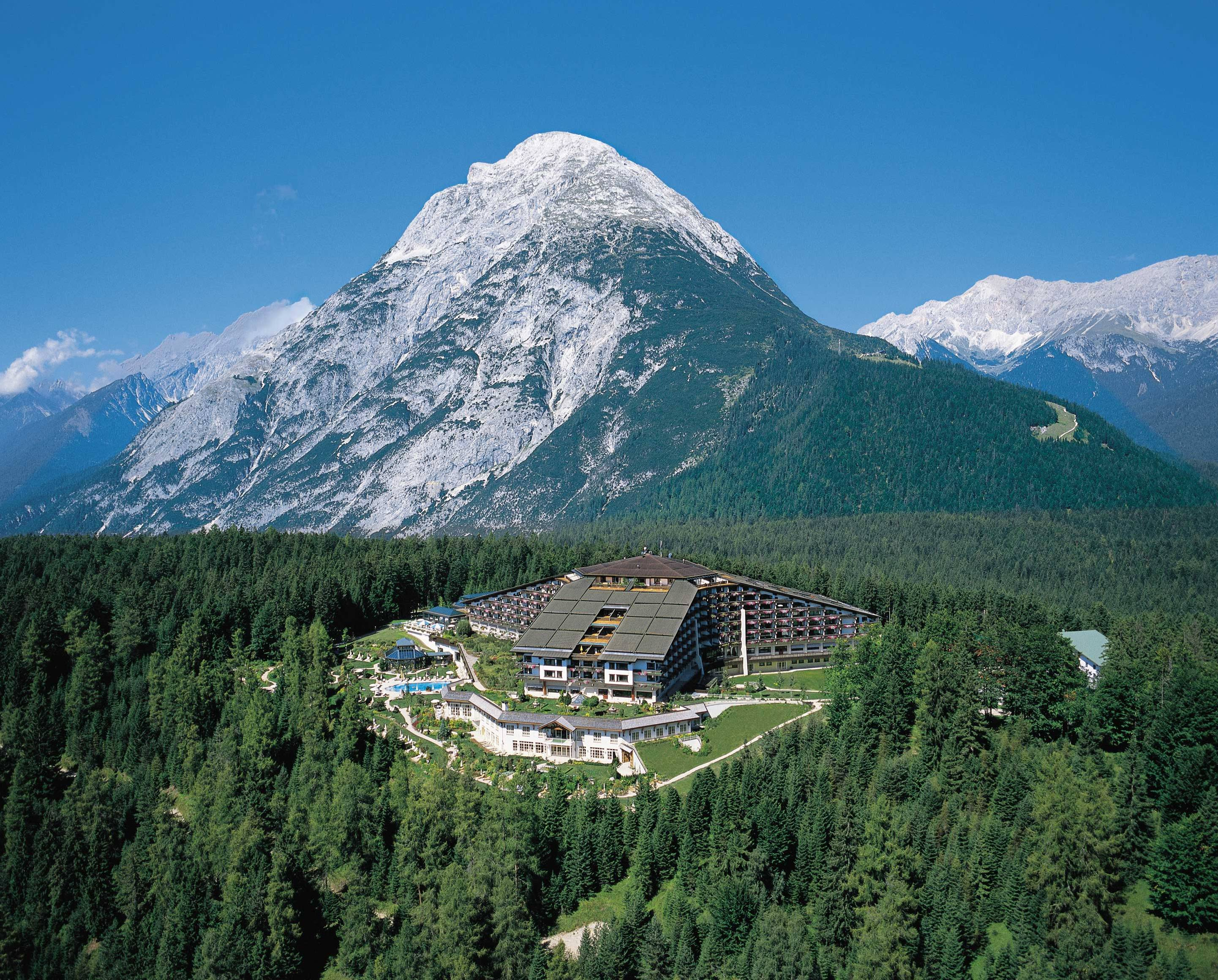
Interalpen-Hotel Tyrol vor der Hohen Munde

Zur Gruppe gehören unter anderem auch sechs Hotels in Irland, Österreich und Deutschland mit einer Bettenkapazität von insgesamt 1450 Betten. Die Leitung der Sparte Dienstleistungen und somit auch der Hotels übernahm Mitte der 1970er Jahre Isolde Liebherr.
| Land        | Stadt                   | Name                       |
| ----------- | ----------------------- | -------------------------- |
| Irland      | Fossa, Killarney        | The Europe Hotel & Resort  |
| Irland      | Caragh Lake, Killorglin | Ard na Sidhe Country House |
| Irland      | Beaufort, Killarney     | The Dunloe Hotel & Gardens |
| Österreich  | Telfs-Buchen            | Interalpen-Hotel Tyrol     |
| Österreich  | Schruns                 | Löwen Hotel Montafon       |
| Deutschland | Memmingen               | Hotel Falken               |

## Steuer- und Subventionspolitik
1978 gründete Hans Liebherr in Bulle in der Schweiz die Liebherr Machines Bulle S.A. und verlegte 1982 mit Gründung der Liebherr-International S.A. den Konzernsitz in die Schweiz, um die Zahlung von Erbschaftsteuer in Deutschland zu vermeiden. Es ist erklärtes Ziel des Unternehmens, mit Hilfe von staatlichen Subventionen die Risiken zu minimieren. So erhielt der Konzern z. B. 2010 für Investitionen in Rostock 28,7 Millionen Euro von der EU, obwohl er im selben Jahr 494 Millionen Euro Gewinn nach Steuern machte, eine Eigenkapitalquote von 57,7 % aufwies und über 1,2 Milliarden Euro liquide Mittel verfügte.

## Familie Liebherr
Weitere Familienmitglieder des Unternehmensgründers Hans Liebherr (1915–1993), die im Unternehmen tätig sind oder waren, sind seine Kinder:
- Hans Liebherr jun. (* 1945)
- Willi Liebherr (* 1947)
- Markus Liebherr (1948–2010)
- Isolde Liebherr (* 1949)
- Hubert Liebherr (* 1950)

Das Wirtschaftsmagazin Bilanz schätzt das Vermögen der Familie Liebherr auf 4,5 Milliarden Schweizer Franken. In der Liste der 500 reichsten Deutschen stand sie im Jahr 2013 auf Platz 11 und 2020 auf Platz 18.

## Sportsponsoring
Das Unternehmen ist aktuell der Hauptsponsor der Tischtennisfreunde Ochsenhausen. Seit 2005 sponsert Liebherr zudem die deutsche Nationalmannschaft, auch ist es Partner des Tischtennisweltverbandes ITTF. 1997 wurde das Unternehmen auf Vermittlung von Klaus Augenthaler Namens-, Haupt- und Trikotsponsor beim Grazer AK und blieb es bis 2007.

## Vorwurf Preisabsprachen 2023
Im April 2023 wurde bekannt, dass dem Unternehmen im Bereich Haushaltsgeräte verbotene Preisabsprache vorgeworfen wird. Im Werk Lienz, Osttirol erfolgte eine Hausdurchsuchung. Liebherr ließ verlauten, dass es mit den Behörden kooperiert.